# Pierre Prouvost
Pour les articles homonymes, voir Prouvost.
Pierre Prouvost, né le 25 août 1931 à Roubaix (Nord) et mort le 23 juillet 2013 dans la même ville, est un homme politique français, membre du Parti socialiste.

## Biographie
En 1965, Pierre Prouvost est élu adjoint au maire de Roubaix Victor Provo, auquel il succède à l'issue des élections municipales de mars 1977. Lors de son mandat, les comités de quartier sont créés dans la ville.
De 1973 à 1979, il est conseiller général, élu dans le canton de Roubaix-Est.
En mars 1978, il est élu député dans la 7e circonscription du Nord, puis réélu en juin 1981 après la dissolution de l'Assemblée nationale par François Mitterrand.
En 1983, sur fond du fort déclin industriel qui a saisi la ville, il est battu dès le premier tour des municipales par le candidat centriste André Diligent, au terme d'une campagne très dure pour Pierre Prouvost, marquée par des rumeurs de toutes sortes. Pierre Prouvost demeure effacé sur le plan politique après cette défaite.